# كارابانتس
كارابانتس هي بلدية تقع في مقاطعة سوريا، في منطقة قشتالة وليون، في إسبانيا. يبلغ عدد سكانها 33 نسمة وذلك حسب إحصاء السكان سنة 2004. يبلغ ارتفاعها عن سطح البحر قرابة 979 متر. تبلغ مساحتها 16 كم².